# Église Saint-Jean-Baptiste d'Aulès
Pour les articles homonymes, voir Église Saint-Jean-Baptiste.
L'église Saint-Jean-Baptiste d'Aulès se situe sur la commune de Doazit, dans le département français des Landes. L'église et le porche du cimetière font l'objet d'un classement au titre des monuments historiques par arrêté du 8 novembre 2004.

## Présentation
Cette église se compose d'une abside romane ornée d'une arcature et d'une nef gothique sur laquelle ouvrent deux chapelles latérales. Elle a été fortifiée au XIVe siècle par l'édification d'une tour-porche à l'ouest. En 1435, une chapelle seigneuriale a été adossée au côté nord de cette tour. Le porche du cimetière était un ouvrage datant du XVIIe ou du XVIIIe siècle ; charpente et couverture ont été entièrement refaits à l'identique en 2010.
Sa chaire est l'un des rares exemples de chaires en pierre conservées dans les Landes, avec celles d'Audignon, de Saint-Aubin ou de Brocas à Montaut.

## Galerie

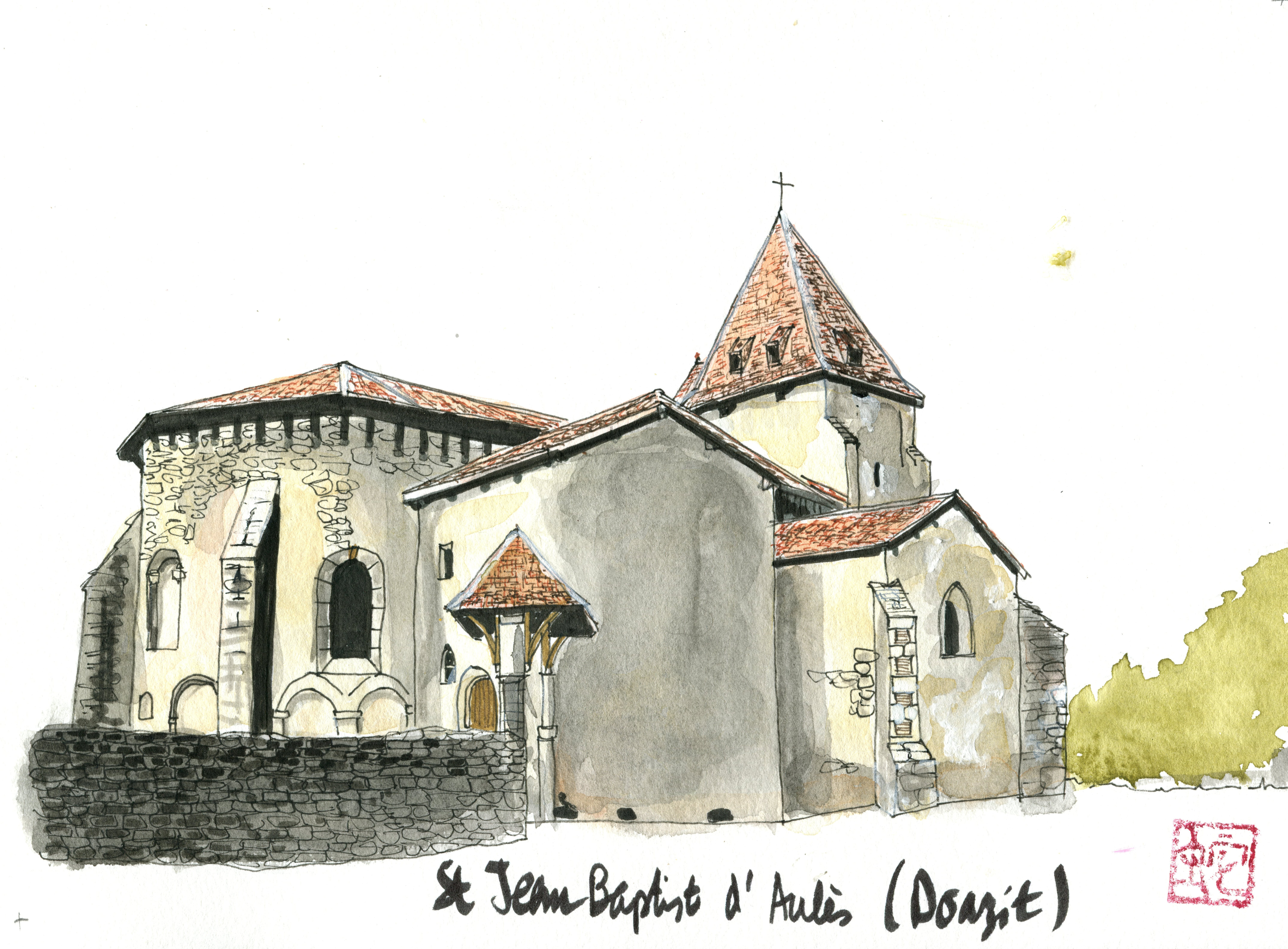
Aquarelle de l'église Saint-Jean-Baptiste-d'Aulès à Doazit.
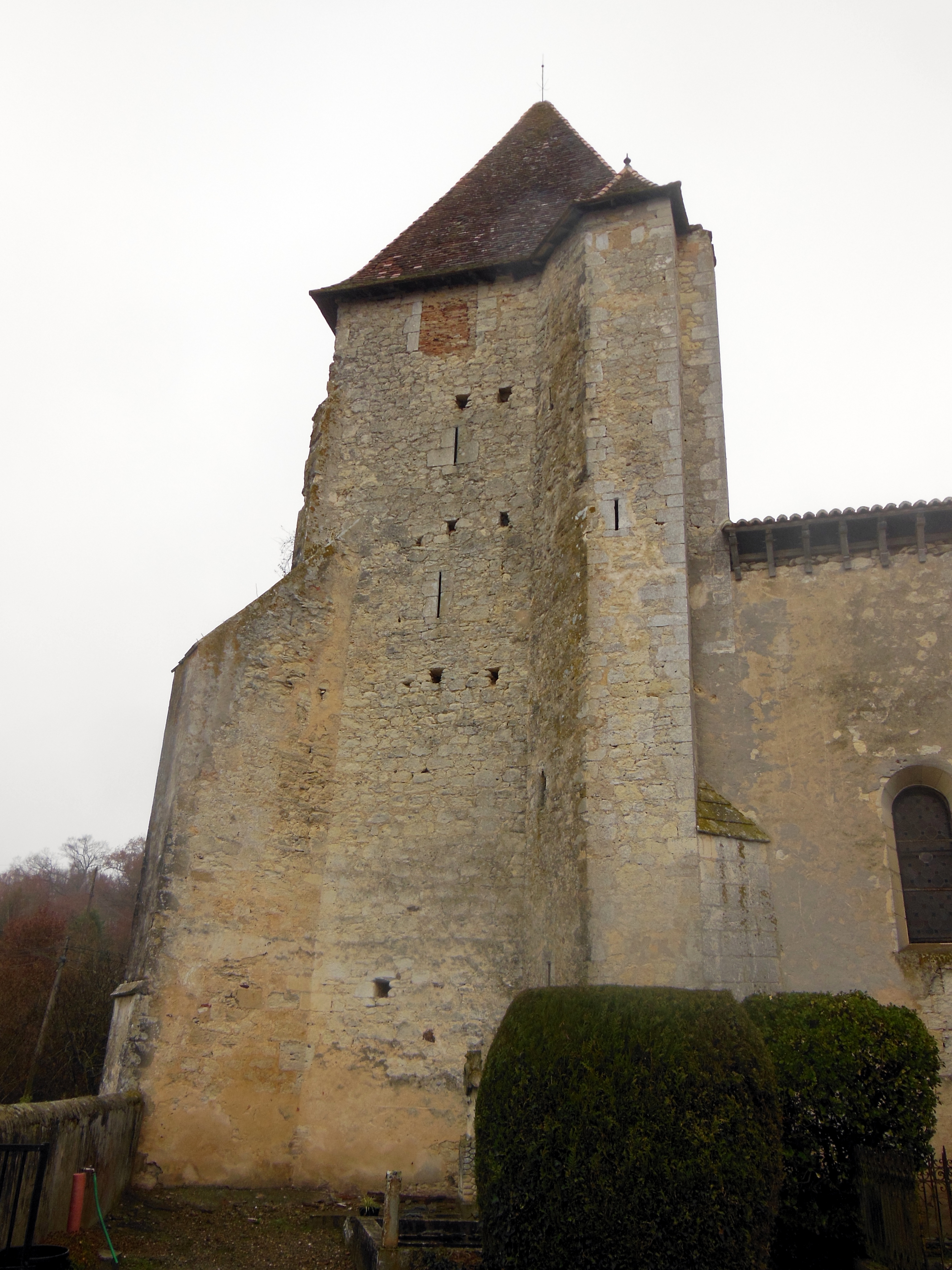
Tour-porche percée de meurtrières.
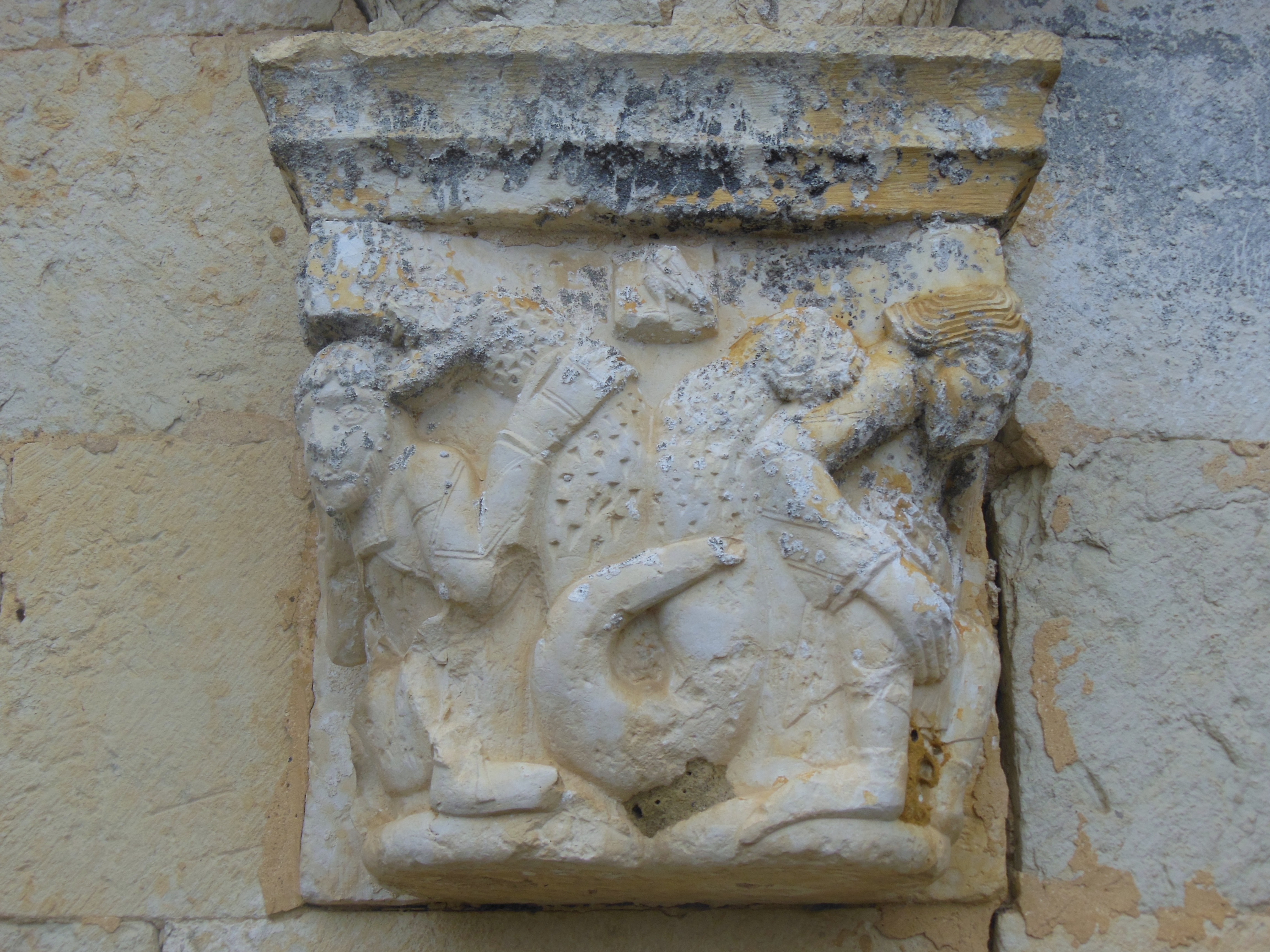
Chapiteau.
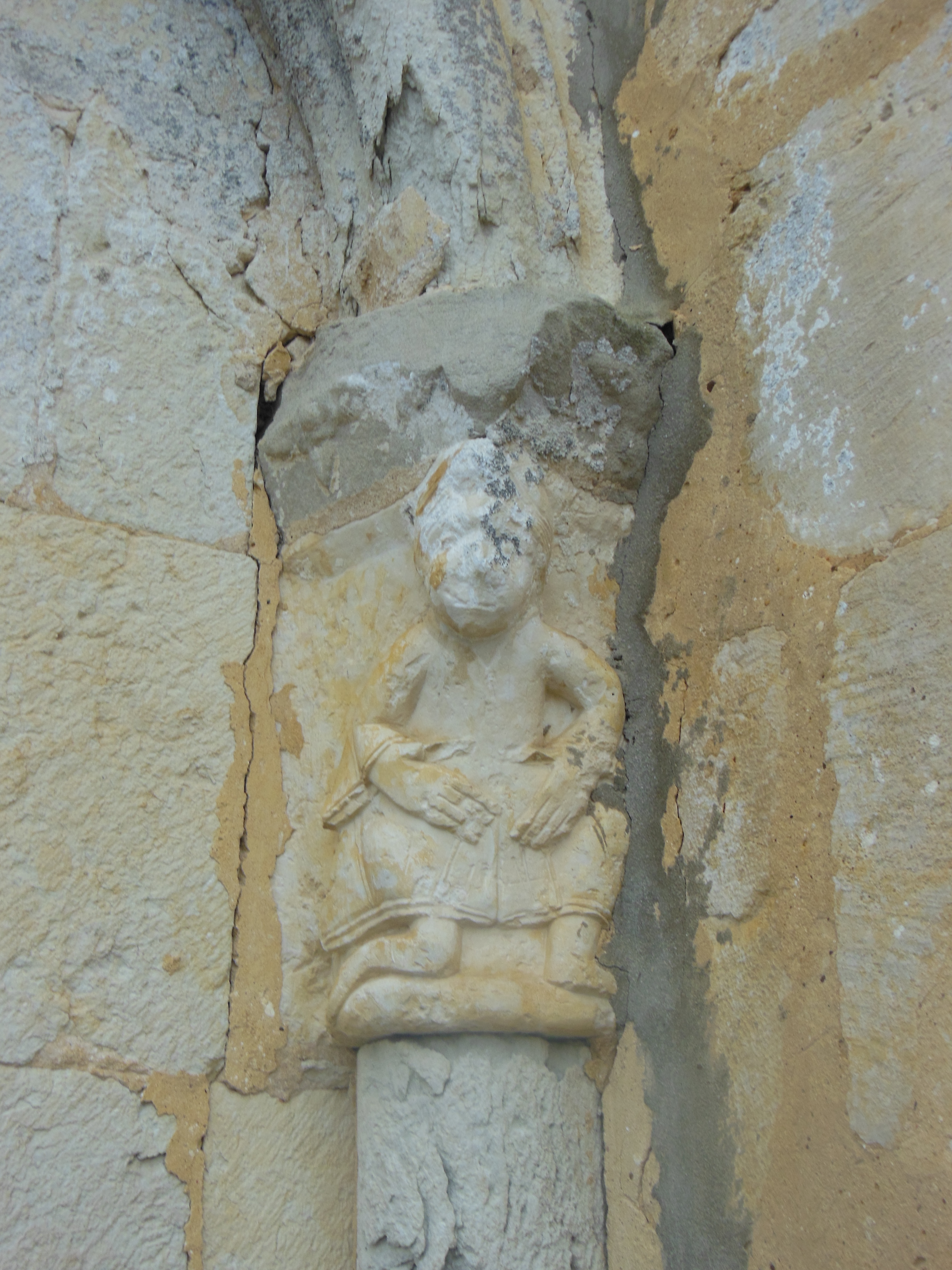
Chapiteau.